# 道の駅にらさき

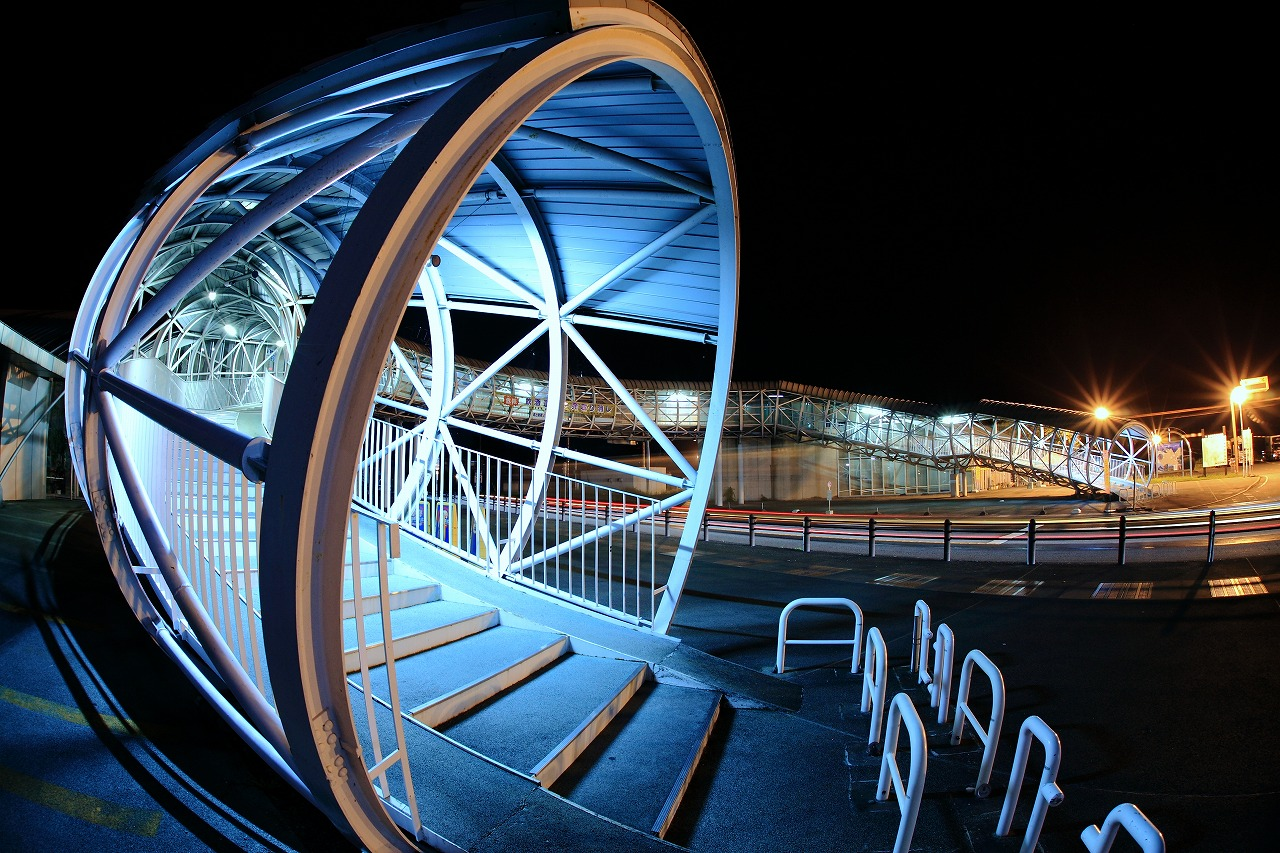
道の駅にらさきの歩道橋。2011年6月撮影。

道の駅にらさき（みちのえき にらさき）は、山梨県韮崎市にある国道141号の道の駅である。

## 施設
- 駐車場
  - 普通車：39台
  - 大型車：7台
  - 身障者用：2台
- トイレ
  - 男：4器
  - 女：4器
  - 身障者用：1器
- 公衆電話
- 日帰温泉施設「ゆ〜ぷる にらさき」
- レストラン「甲斐道一番」
- 物産品販売所
- 休憩所
- 軽食コーナー
- ふれあい公園

## 休館日
- 毎週月曜日（祝日の場合は、翌日）
- 年末年始

## アクセス
- 国道141号
  - 中央自動車道 韮崎インターチェンジ・須玉インターチェンジから国道141号経由。

## 周辺
- 鳳凰三山
- JR東日本中央本線 新府駅